# Henri-Jacques de Croes
Henri-Jacques de Croes (ochrzczony 19 września 1705 w Antwerpii, zm. 16 sierpnia 1786 w Brukseli) – belgijski kompozytor i skrzypek.
W latach 1723–1729 był pierwszym skrzypkiem w kościele św. Jakuba w Antwerpii. W 1729 roku został zatrudniony na dworze księcia Anzelma Franciszka von Thurn und Taxis, wraz z którym przebywał w Brukseli, Frankfurcie nad Menem i Ratyzbonie. W 1744 roku osiadł w Brukseli, gdzie pełnił funkcję najpierw koncertmistrza, a od 1746 roku do śmierci kapelmistrza na dworze namiestnika Niderlandów Austriackich, księcia Karola Lotaryńskiego.
Komponował koncerty skrzypcowe i fletowe, sonaty triowe, divertimenti, msze, motety, symfonie. Znaczna część jego dorobku muzycznego zaginęła.